# بطولة العالم للدراجات على المضمار 1895
بطولة العالم للدراجات على المضمار 1895 هي الدورة ال3 من بطولة العالم للدراجات على المضمار، أجريت في كولونيا، ألمانيا.

## النتائج النهائية
| المسابقة                              | ذهبية                 | فضية                 | برونزية                  |
| ------------------------------------- | --------------------- | -------------------- | ------------------------ |
| الرجال                                |                       |                      |                          |
| السرعة الفردية                        | Robert Protin (BEL)   | جورج بانكر (USA)     | اميل هويت (BEL)          |
| سباق مطاردة الدراجة النارية للهواة    | Mathieu Cordang (NED) | Cees Witteveen (NED) | Wilhelm Henie (NOR)      |
| سباق مطاردة الدراجة النارية للمحترفين | جيمي مايكل (GBR)      | هنري لويتن (BEL)     | هانز هوفمان (دراج) (GER) |